# Villarta
Villarta é um município da Espanha na província de Cuenca, comunidade autónoma de Castilla-La Mancha, de área 25,39 km² com população de 820 habitantes (2004) e densidade populacional de 32,30 hab/km².

## Demografia
| Variação demográfica do município entre 1991 e 2004 | Variação demográfica do município entre 1991 e 2004 | Variação demográfica do município entre 1991 e 2004 | Variação demográfica do município entre 1991 e 2004 |
| --------------------------------------------------- | --------------------------------------------------- | --------------------------------------------------- | --------------------------------------------------- |
| 1991                                                | 1996                                                | 2001                                                | 2004                                                |
| 804                                                 | 813                                                 | 793                                                 | 820                                                 |